# Sauldre
Die Sauldre [soldʁ] (auch: Grande Sauldre) ist ein Fluss in Frankreich in der Region Centre-Val de Loire. Ihre Quelle liegt im Hügelland von Sancerre im Gemeindegebiet von Humbligny in etwa 270 Metern Seehöhe. Der Fluss entwässert zuerst nach Nordwesten, wendet sich dann Richtung Südwest und mündet nach rund 184 Kilometern östlich von Châtillon-sur-Cher als rechter Nebenfluss in den Cher. 
Auf ihrem Weg durchquert die Sauldre die Landschaft Sologne und berührt die Départements Cher und Loir-et-Cher.
Der im Oberlauf Grande Sauldre genannte Fluss ändert nach dem Zusammenfluss mit der Petite Sauldre seinen Namen und heißt ab da lediglich Sauldre. Der gesamte Fluss wird aber immer als Einheit betrachtet.
Das Wasser der Sauldre versorgt die ehemaligen Schifffahrtskanäle Canal de la Sauldre und Canal de Berry.

## Orte am Fluss

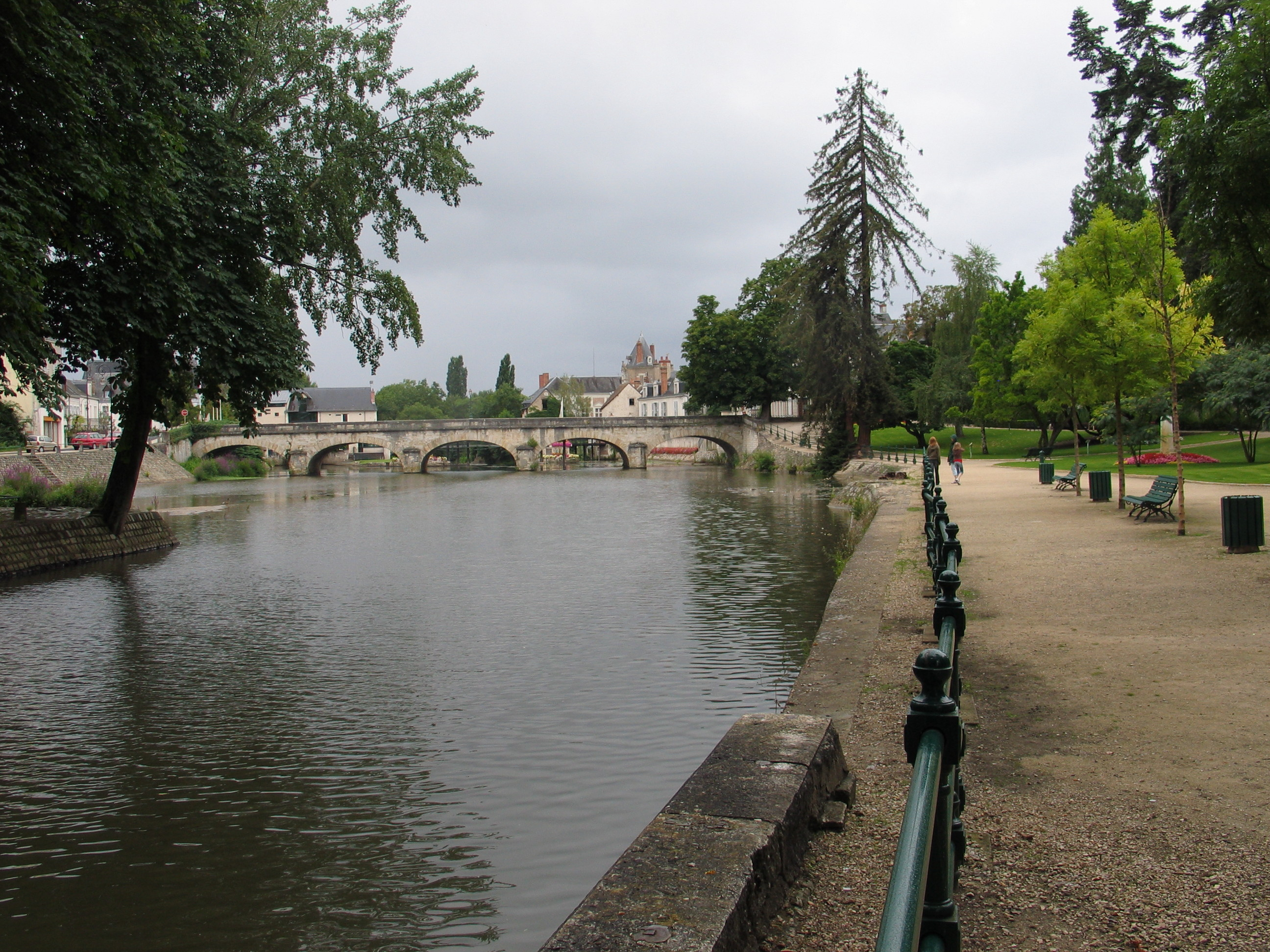
Die Sauldre in Romorantin von Osten gesehen, im Hintergrund die Straßenbrücke Grand Pont

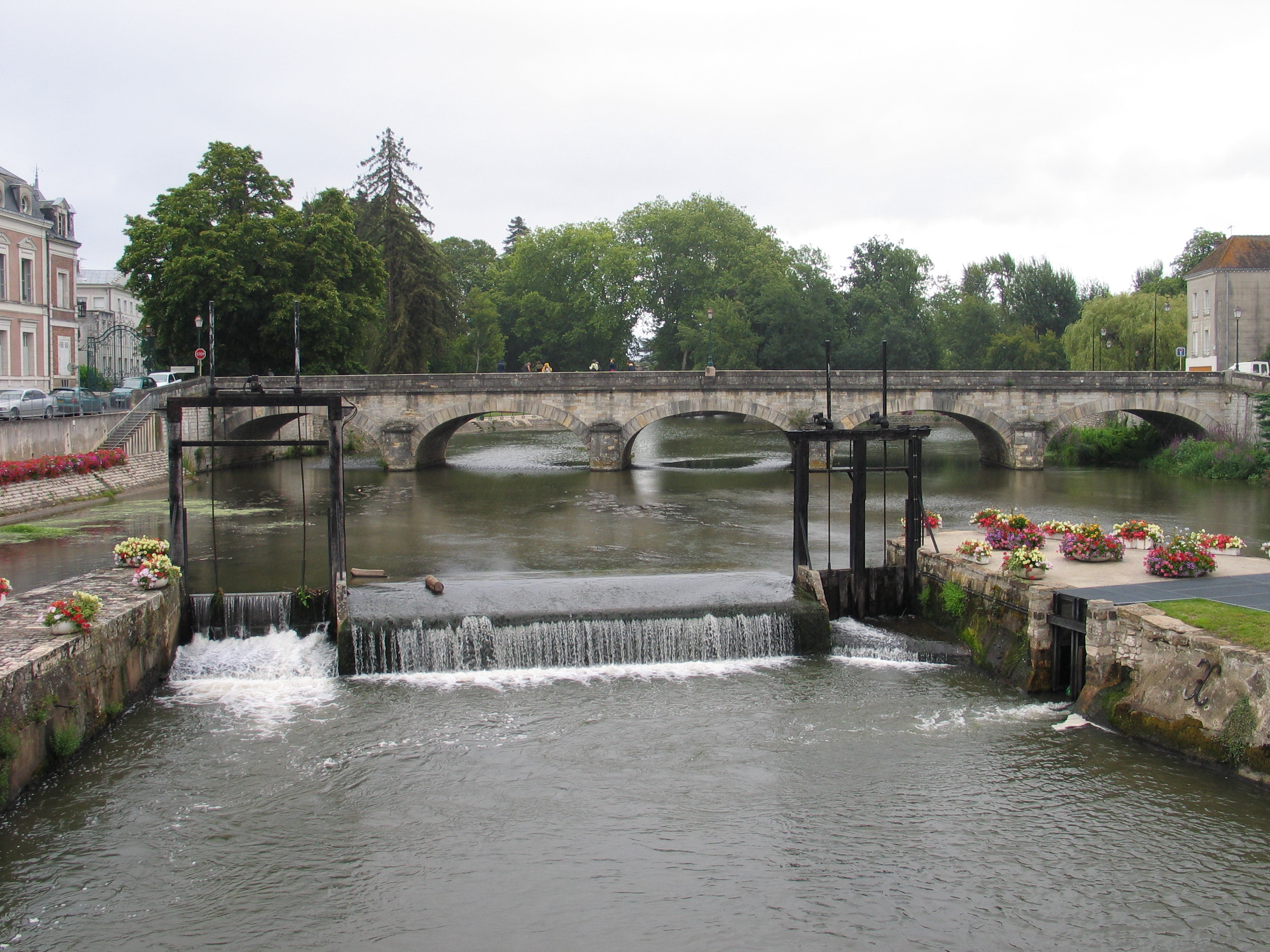
Wehr und Grand Pont über die Sauldre in Romorantin von Westen

- Sens-Beaujeu
- Vailly-sur-Sauldre
- Blancafort
- Argent-sur-Sauldre
- Brinon-sur-Sauldre
- Pierrefitte-sur-Sauldre
- Salbris
- Selles-Saint-Denis
- Romorantin-Lanthenay
- Pruniers-en-Sologne

## Nebenflüsse
| Linke Nebenflüsse: - Oisenotte (18 km) - Nère (39 km) - Boute Vive (16 km) - Petite Sauldre (63 km) - Naon (34 km) - Rère (54 km) | Rechte Nebenflüsse: - Salereine (20 km) - Méant (20 km) - Croisne (16 km) |